# آبرامو ارگانسکی
آبرامو ارگانسکی (انگلیسی: A. F. K. Organski؛ ۱۲ مه ۱۹۲۳ – ۶ مارس ۱۹۹۸) یک دانشمند علوم سیاسی متولد رم و اهل ایالات متحده آمریکا بود. او برای بنیانگذاری نظریه انتقال قدرت شناخته شده‌است. وی برداشتی سلسله مراتبی از قدرت و کارگزاران ارائه می‌دهد و قدرت را اصولاً قابل تحول می‌داند.